# デイヴィッド・オーステッド
ダヴィド・オーステッド・ハンセン（David Ousted Hansen、1985年2月1日 - ）は、デンマーク・ロスキレ出身の元サッカー選手。現役時代のポジションはゴールキーパー。

## 経歴

### クラブ
デンマークのブレンビーIFでキャリアを始めたが、出場機会が得られなかった。国内クラブを渡り歩いた後、2013年からカナダのバンクーバー・ホワイトキャップスへ完全移籍した。
2018年にD.C. ユナイテッドへ移籍した。
2019年1月27日、シカゴ・ファイアーに移籍した。
2020年2月20日、ハンマルビーIFに移籍した。
2021年12月4日、一度現役引退を表明したものの、2022年1月26日にFCミッティランにシーズン終了までの契約で加入した。